# Newbury (Berkshire)
Newbury /ˈnjuːbəri/ é uma paróquia civil e a principal cidade do oeste do condado de Berkshire, na Inglaterra. Situa-se às margens do rio Kennet e do canal Kennet e Avon. A cidade é conhecida por seu centro histórico, com edifícios do século XVII, sua pista de corridas e a base aérea de Greenham Common.